# Xonville
Xonville ist eine französische Gemeinde mit 104 Einwohnern (Stand 1. Januar 2022) im Département Meurthe-et-Moselle in der Region Grand Est (bis 2015 Lothringen). Sie gehört zum Arrondissement Toul (bis 2022: Arrondissement Briey) und zum Gemeindeverband Mad et Moselle. Die Bewohner werden Xonvillois und Xonvilloises genannt.

## Geografie
Die Gemeinde Xonville liegt etwa 42 Kilometer nördlich von Toul und etwa 25 Kilometer südwestlich von Metz im Regionalen Naturpark Lothringen. Das überwiegend flache bis sanft hügelige Gelände um Xonville gehört zur östlichen Woëvre, einer Naturlandschaft zwischen Maas und Mosel. Das bis auf den Südzipfel (Bois la Dame) waldlose Gemeindegebiet umfasst 7,27 km². Der höchste Punkt wird im Nordosten der Gemeinde mit 251 m erreicht (Haut de Bijemont). Die kleinen Bäche im Gemeindegebiet entwässern in Richtung Norden zum Yron, einem Nebenfluss der Orne. Im Westen grenzt das Gemeindegebiet von Xonville an das Département Meuse. Nachbargemeinden von Xonville sind Sponville im Norden, Puxieux im Nordosten, Chambley-Bussières im Osten, Hagéville im Süden sowie Lachaussée (Meuse) im Westen.

## Geschichte
Das Dorf gehörte zur ehemaligen Provinz Trois-Évêchés.
Im 16. Jahrhundert unterstand das Dorf Xonville dem Schlossherren Michel de la Turelle, einem Hauptmann im Dienste Ludwigs XIV. Als Schlossherr folgte im 18. Jahrhundert Nicolas François de Curel, Direktor der Festungen von Verdun, Longwy, Luxemburg und Malmedy.
Der Name des Dorfes entwickelte sich wie folgt:
•  849 Sionevilla
• 1346 Xonvilla
• 1681 Schonville
• ab 1779 Xonville.

### Bevölkerungsentwicklung
| Jahr      | 1962 | 1968 | 1975 | 1982 | 1990 | 1999 | 2006 | 2014 | 2022 |
| Einwohner | 101  | 111  | 92   | 91   | 105  | 99   | 93   | 135  | 104  |

Xonville gehört zu den kleinen Gemeinden des Départements Meurthe-et-Moselle. Nachdem die Einwohnerzahl in der ersten Hälfte des 20. Jahrhunderts abgenommen hatte (im Jahr 1876 wurde mit 263 Bewohnern die bisher höchste Einwohnerzahl ermittelt), stagnierte sie ab der zweiten Hälfte des 20. Jahrhunderts auf niedrigem Niveau. Die Zahlen basieren auf den Daten von cassini.ehess und INSEE.

## Sehenswürdigkeiten
- Neogotische Pfarrkirche St. Lukas (Église Saint-Luc) aus dem 19. Jahrhundert
- Schloss Xonville mit vier quadratischen Türmen aus dem 17. Jahrhundert

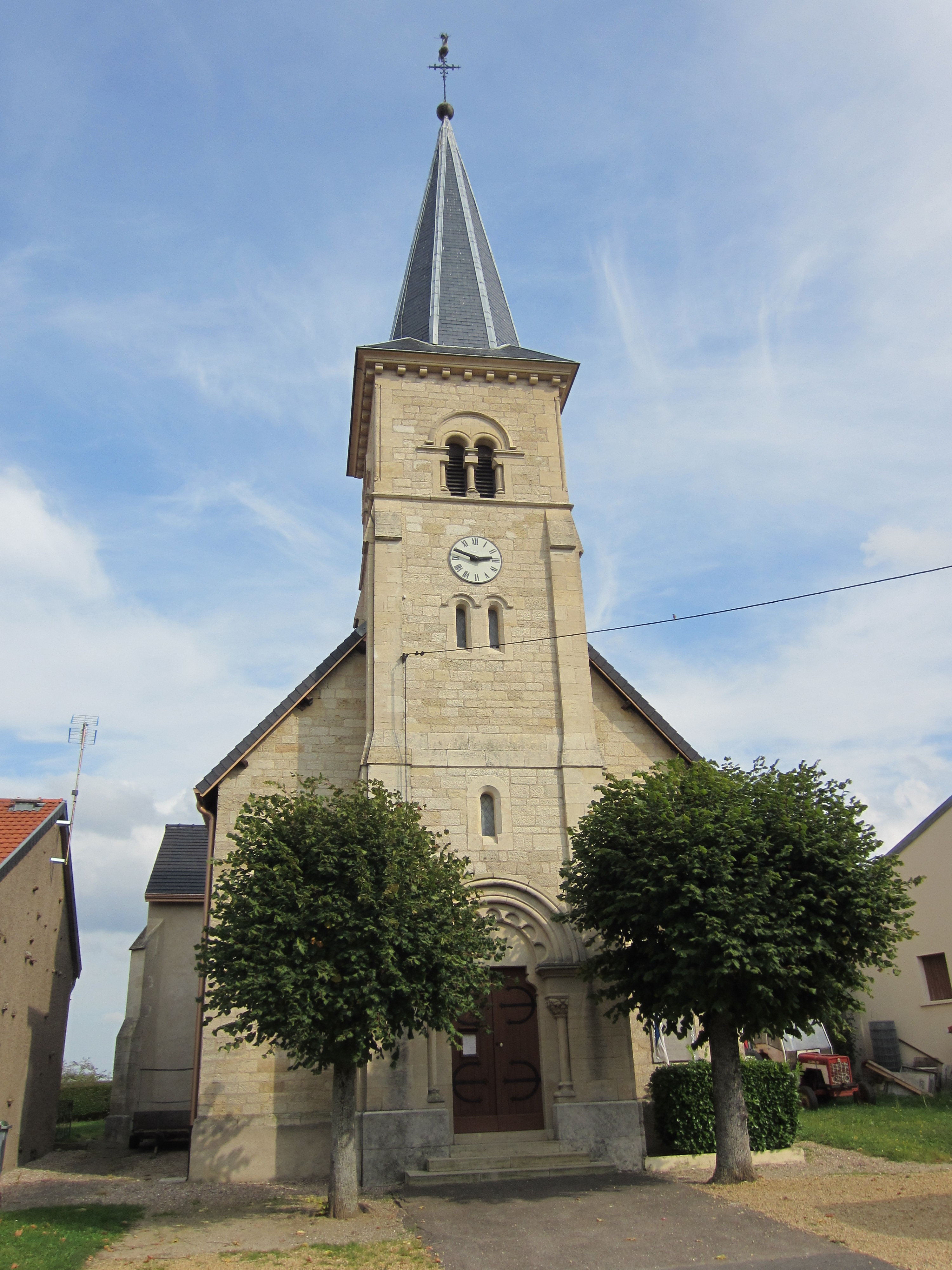
Pfarrkirche Saint-Luc
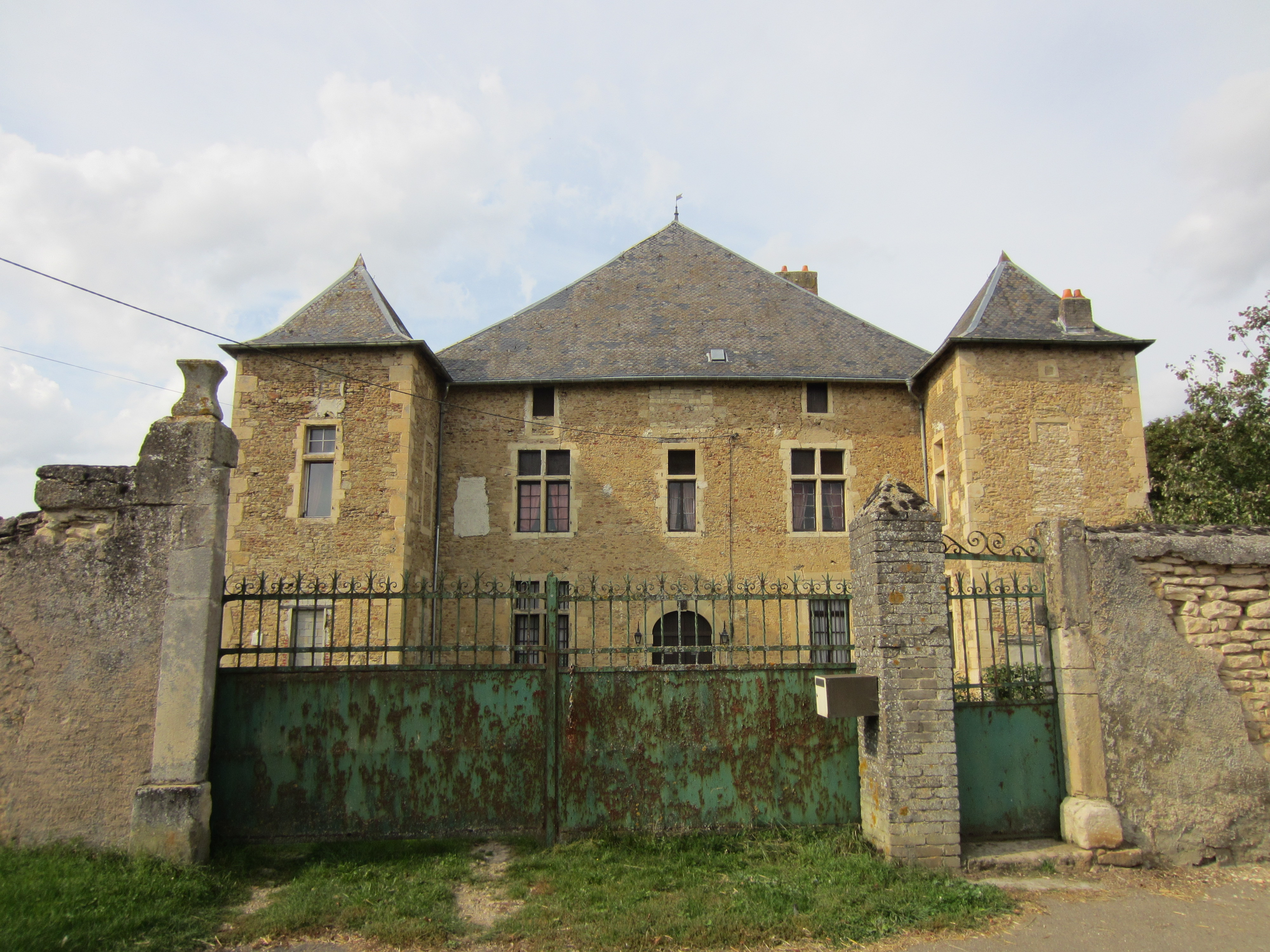
Schloss Xonville

## Wirtschaft und Infrastruktur
Im sehr bäuerlich geprägten Xoncourt dominiert abgesehen von kleinen Handwerks- und Dienstleistungsbetrieben die Landwirtschaft (vier Landwirtschaftsbetriebe, die hauptsächlich Rinderzucht betreiben). Wiesen- und Weideflächen nehmen über 95 % der Gemeindefläche ein. Wiesen- und Weideflächen nehmen über 95 % der Gemeindefläche ein.
Xonville liegt fernab von größeren Verkehrsachsen. Die Route départementale D14 verbindet die Gemeinde mit Sponville im Norden und mit Chambley-Bussières im Osten. Die Route départementale D14E führt in südwestlicher Richtung über die Départementsgrenze nach Lachaussée. Vier Kilometer südöstlich des Dorfes Xonville befindet sich die Chambley-Bussières Air Base.

## Belege
1. ↑  Beschreibung auf genealogie-lorraine.fr (Memento des Originals vom 21. September 2013 im Internet Archive)  Info: Der Archivlink wurde automatisch eingesetzt und noch nicht geprüft. Bitte prüfe Original- und Archivlink gemäß Anleitung und entferne dann diesen Hinweis. (französisch)
2. ↑  Xonville auf cassini.ehess
3. ↑  Xonville auf INSEE
4. ↑  Landwirte auf annuaire-mairie.fr